# 2016年江苏靖江危化品仓储起火事故
江苏靖江危化品仓储起火事故是 2016年4月22日 上午9:40 在江苏省靖江市新港园区江苏德桥仓储有限公司一交换泵房发生的爆炸起火事故。

## 事故原因
起火的德桥仓储有限公司工程二期项目未通过泰州环保局验收就投入使用。
国家安全生产监督管理总局2016年5月10日发布通报，经初步调查分析，该起事故的直接原因是江苏德桥仓储有限公司组织承包商在交换泵房进行管道焊接作业时，严重违反动火作业安全管理要求，未清理作业现场地沟内的油品，未进行可燃气体分析，电焊明火引燃现场地沟内的油品，火势迅速蔓延，导致火灾事故发生。暴露出事故企业安全生产主体责任不落实、重大危险源管控严重不到位、特殊作业管理和承包商管理缺失、应急处置不当等突出问题。江苏省有关部门已依法暂扣事故企业危险化学品经营许可证，责令其停产停业整顿。

## 伤亡情况
泰州市公安局消防支队靖江中队消防战士朱军军在救火过程中牺牲。